# مجدي بن عيسى
مجدي بن عيسى (مواليد 1970في حمام الأغزاز، ولاية نابل، تونس) هو كاتب وشاعر تونسي، عمل بالصحافة وتدريس اللغة العربية.

## دراسته
حصل على إجازة جامعية في اللغة والآداب العربية، ثم على الماجستير في التخصص ذاته.

## حياته المهنية
عمل بالصحافة وتدريس اللغة العربية، وصدر له في الشعر: «احتراق الشذا» و«تقريظ الشهوة» و«نبالات مهجورة» و«مراثي القرن» و«ديوان اليومي» و«قلبي نباتي ساذج»، وفي الرواية: «الدوار»، و«خيالات نورا المدهشة» التي عرض فيها قضيّة التعايش والتسامح ضمن مدينة متعدّدة الأبعاد اجتماعيًا وتاريخيًا، وفيها تسعى بطلة الرواية إلى خلق روح جديدة في المدينة قادرة على استيعاب التناقضات والاختلافات في وحدة أخلاقيّة حميمة قوامها المحبّة والتسامح، مستعملة قدرتها الخارقة على التخيّل وإبداع الممكنات وجعلها حقيقة تسعى في الناس من حولها، ورواية «اللامرئي يكتب الرسائل» والتي تناولت الفترة التي سبقت قيام الثورة التونسية، وألقت الضوء على الدور المدمّر للاستبداد السياسي والقبضة الأمنية التي تعاملت بها السلطة السياسيّة مع الشأن الثقافي في تعطيل عجلة الحراك الثقافي، وخلق حالة الفراغ التي أدّت إلى عزلة المثقفين وبالتالى الفعل الثقافي عن الحراك الاجتماعي العام.

## مؤلفاته
- «احتراق الشذى» (شعر)، 1993[10]
- «تقريظ الشهوة» (شعر)، 1998[11]
- «نبالات مهجورة» (شعر)، 1999[12]
- «الدوار» (رواية)، 2005[13][14]
- «الحماسة في الشعر العربي القديم: أبو تمام نموذجا»[15]
- «الحكايات السحرية» (قصص للأطفال)، 2008
- «من حكايات الغابة» (قصص للأطفال)، 2010
- «ديوان اليومي» (شعر)، 2010[16]
- «خيالات نورا المدهشة» (رواية)، 2011[17][18]
- «قلب نباتي ساذج» (شعر)، 2013[19]
- «اللامرئي يكتب الرسائل» (رواية)، 2015[20]
- «اللسان وعلومه في مقدمة ابن خلدون»، 2019[21][22]

## جوائز وتكريمات
- الجائزة الوطنية لأدب الشباب، وزارة الثقافة، تونس، 1993[4]
- جائزة سعاد الصباح للإبداع الفكري والأدبي، فرع الشعر، 1995[4][23]
- جائزة مفدي زكريا المغاربيّة للشعر، من الجمعية الجاحظية بالجزائر، 1998[2][23]
- جائزة الشارقة للإبداع العربي، فرع الرواية، 2005[4]